# Зелені пагорби Землі
Зелені пагорби Землі (англ. The Green Hills of Earth) — науково-фантастичне оповідання Роберта Гайнлайна. Входить в цикл творів «Історія майбутнього». Опубліковане журналом The Saturday Evening Post в лютому 1947.

## Сюжет
Це історія про «Надокучливого» Ріслінга, сліпого космічного барда. Гайнлайн (сам офіцер ВМС США комісований за станом здоров'я) розповідає про інженера по обслуговуванню реакторів космічних кораблів, що втратив зір через радіаційне випромінювання, який тиняється Сонячною системою складаючи та виконуючи власні пісні. Історія подається у формі газетної статті.
Після аварії, висадженний на Марсі з невеликою вихідною допомогою, Ріслінг не втратив себе. Він виявив у собі талант у співі та грі на акордеоні і за двадцять років відвідав всі планети Сонячної системи, окрім Землі, співаючи власні пісні. Він заслужив загальну популярність і став своїм для всіх: він міг зупинитись в будь-якому космопорті, ні один шкіпер не міг відмовити йому подорожувати на своєму кораблі.
Гайнлайн запозичив назву найвідомішої пісні Ріслінга «Зелені пагорби Землі» з оповідання «Шембле» письменниці К. Л. Мур 1933 року. У оповіданні Мур, космічний контрабандист Норвест Сміт наспівує пісню з такою назвою. Він наспівує її і в оповіданні «Загадка космічного каменя» 1937 року.
Сюжет оповідання розкриває деталі створення цієї пісні. Старий Ріслінг розуміє, що його смерть близька, і добирається попутними кораблями на Землю, що бути похованим там де він народився. Несправність реактора загрожує руйнуванню корабля, і Ріслінг заступає на вахту в опромінений район для проведення ремонтних робіт. Після завершення ремонту він знає, що він скоро помре від радіаційного отруєння, і просить записати свою останню пісню. Він помирає одразу після завершення останнього куплету.

## Зв'язок з іншими творами Гайнлайна
- Пісня «Зелені пагорби Землі» тричі згадується у «Фермер у небі», її Біл Лермер грає на власному аккордеоні. Лермер намагається згадати хто є автором рядка «Я жив і працював з людьми», Ріслінг чи Кіплінг.
- Джо-Джим Грегорі, двоголовий мутант у «Пасинках неба» любив згадувати «Ріслінга, сліпого співця космічних шляхів».
- Пісня «Зелені пагорби Землі» та Ріслінг згадуються в романі «Достатньо часу для кохання».
- Інші пісні Ріслінга згадуються в творі «Логіка імперії» Гайнлайна.